# BlackBerry Q5
BlackBerry Q5 a fost prezentat la Blackberry Live 2013 Keynote pe 14 mai 2013. Este al treilea smartphone BlackBerry care se bazează pe sistemul de operare BlackBerry 10.

## Construcție
Deasupra ecranului se află led-ul de stare, senzorul de proximitate, microfonul și camera frontală. Partea dreaptă are rockerul de volum, cu un buton între de pauză/silențios.
Partea stângă are slotul pentru cartela SIM și card microSD. Acestea sunt ascunse sub o clapă de plastic. Pe partea stânga este poziționat portul microUSB.
Portul audio de 3.5 mm și butonul de pornire/blocare sunt în partea de sus alături de microfonul secundar.
Partea de jos găzduiește grila difuzorului. Sub ecran are o tastatură QWERTY.

## Camera
Camera principală are 5 megapixeli cu obiectiv F 2.4 cu patru elemente, focalizare automată și un bliț LED. Poate filma la rezoluția 1080p. 
Camera secundară are 2 megapixeli și poate filma 720p.

## Ecran
Are un ecran IPS LCD de 3.1 țoli protejat care are rezoluția 720 x 720 pixeli, cu densitatea pixelilor de 328 ppi.

## Hardware
Se bazează pe Qualcomm Snapdragon S4 Plus (MSM8960) cu un procesor cu dual-core tactat la 1.5 Ghz și are un accelerator grafic Adreno 225. Dispune de 2 GB memorie RAM și spațiul de stocare intern este de 8 GB.

## Variante
| Model | SQR100-1                                                  | SQR100-2 | SQR100-3                                                 |
| ----- | --------------------------------------------------------- | --- | -------------------------------------------------------- |
| Țări  | Canada, Arabia Saudită                                    | Austria, Egipt, Franța, Germania, Italia, Malaezia, Olanda, Singapur, Africa de Sud, Spania, Thailanda, Turcia, Emiratele Arabe Unite, Regatul Unit | India, Indonezia                                         |
| 2G    | Quad-band GSM/GPRS/EDGE (850/900/1800/1900 MHz)           | Quad-band GSM/GPRS/EDGE (850/900/1800/1900 MHz) | Quad-band GSM/GPRS/EDGE (850/900/1800/1900 MHz)          |
| 3G    | Quad-band HSPA+ 1, 2, 4, 5/6 (800/850/1700/1900/2100 MHz) | Quad-band HSPA+ 1, 2, 5/6, 8 (800/850/900/1900/2100 MHz)                                                                                            | Quad-band HSPA+ 1, 2, 5/6, 8 (800/850/900/1900/2100 MHz) |
| 4G    | Quad-band LTE 2, 4, 5, 17 (700/850/1700/1900 MHz)         | Quad-band LTE 3, 7, 8, 20 (800/900/1800/2600 MHz)                                                                                                   |                                                          |

## Conectivitate
BlackBerry Q5 funcționează cu o cartelă microSIM pe conexiunea 3G sau 4G. Dispune de un port micro-USB 2.0, o mufă audio de 3.5 mm, iar conectivitatea este asigurată de Wi-Fi 802.11 b/g/n, Bluetooth 4.0 cu A2DP și LE. Are NFC, GPS cu A-GPS și radio FM.

## Software
BlackBerry Hub permite utilizatorilor să vizualizeze e-mail, mesaje, mesaje vocale, iar actualizările din rețelele sociale în timpul folosirii unei aplicații.
Modul Time Shift permite realizarea o mulțime de fotografii în același timp, astfel încât să permite alegerea celei mai bune din set. 
Browser-ul web are suport nativ pentru Adobe Flash.

## Bateria
Bateria are capacitatea de 2180 mAh care nu este detașabil. Bateria rezistă până la 12 ore și de minute de convorbire (3G) și până la 336 de ore (3G) în stand-by.